# Casalbuono
Casalbuono är en ort och kommun i provinsen Salerno i regionen Kampanien i Italien. Kommunen hade 1 168 invånare (2017).